# Duncan Wu
Duncan Wu (né le 3 novembre 1961 à Woking, Surrey) est un universitaire et biographe britannique.

## Biographie
Duncan Wu reçoit son doctorat de l'Université d'Oxford. De 1991 à 1994, il est travaille à la British Academy. De 1995 à 2000, il enseigne la littérature anglaise à l'Université de Glasgow. De 2000 à 2008, il est professeur d'anglais et littérature au St Catherine's College d'Oxford. Il est désormais professeur de littérature à l'Université de Georgetown à Washington DC.
Son premier livre, Wordsworth's reading 1770-1799, est publié en 1993. Son recueil de texte populaire Romanticism: An Anthology, en est à sa troisième édition en 2005. Outre plusieurs autres livres sur Wordsworth, il écrit sur le théâtre britannique contemporain, sur William S. Burroughs, sur Charles Lamb et William Hazlitt. Il travaille avec Alasdair Gray sur Book of Prefaces. Il écrit régulièrement dans des journaux notamment pour le The Daily Telegraph, The Independent et The Guardian.
Duncan Wu s'intéresse à la musique, la lecture et les monsters truck.

## Dans les médias
En novembre 2013, Duncan Wu est interrogé avec sa consœur de Georgetown, Carolyn Forché (en), en tant que spécialistes pour le documentaire Poetry of Witness (en), dirigé par les réalisateurs indépendants Billy Tooma et Anthony Cirilo.